# Mahamadou Issoufou
Mahamadou Issoufou (ur. 1 stycznia 1952 w Dandaji) – nigerski polityk, premier w latach 1993–1994, przewodniczący Zgromadzenia Narodowego w latach 1995–1996, w latach 2011–2021 prezydent Nigru.

## Życiorys

### Edukacja i praca zawodowa
Pochodzi z ludu Hausa, urodził się w Dandaji w regionie Tahoua. W 1971 ukończył edukację na poziomie średnim. W 1975 uzyskał licencjat z matematyki na Uniwersytecie w Niamey. Rok później zdobył tytuł magistra matematyki na Université des Sciences et Techniques du Languedoc de Montpellier w Montpellier. W 1979 uzyskał natomiast tytuł inżyniera górnictwa cywilnego na Ecole Nationale Supérieure des Mines w Saint-Étienne.
W latach 1980–1985 zajmował stanowisko dyrektora Kopalni Narodowych w Ministerstwie Kopalnictwa i Przemysłu. W późniejszym czasie pełnił funkcję sekretarza generalnego i dyrektora spółki wydobywczej SOMAIR (1985–1992). W grudniu 1990 założył Nigerską Partię na rzecz Demokracji i Socjalizmu (PNDS, Parti Nigerien pour la Democratie et le Socialisme).

### Premier i przewodniczący parlamentu
Po wprowadzeniu w kraju systemu wielopartyjnego przez prezydenta Ali Saibou, wziął udział w pierwszych demokratycznych wyborach prezydenckich w Nigrze w 1993. W pierwszej turze głosowania 27 lutego 1993 zajął trzecie miejsce, zdobywając 15,92% głosów. Po wyborach parlamentarnych z 14 lutego 1993 PNDS zdobyła 13 mandatów i uformowała koalicję rządową wspólnie z Konwencją Demokratyczną i Społeczną (CDS). 17 kwietnia 1993 Issoufou objął stanowisko premiera Nigru.
Okres jego premierostwa charakteryzował się niestabilnością polityczną w kraju i rywalizacją z prezydentem Mahamane Ousmane z CDS. We wrześniu 1994 prezydent wydał dekret ograniczający uprawnienia premiera. W rezultacie 28 września 1994 premier Issoufou podał się do dymisji i wycofał PNDS z koalicji rządzącej. Oznaczało to utratę przez nią większości parlamentarnej. W konsekwencji prezydent zarządził na styczeń 1995 nowe wybory parlamentarne. Wybory wygrała opozycyjna partia MNSD i utworzyła wspólny rząd z PNDS, na czele którego stanął Hama Amadou. Od lutego 1995 do stycznia 1996 Issoufou pełnił funkcję przewodniczącego Zgromadzenia Narodowego.
W sytuacji przeciągającego się kryzysu władzy, inicjatywę przejęło wojsko. 27 stycznia 1996 oficer Ibrahim Baré Maïnassara dokonał w kraju wojskowego zamachu stanu. Mahamadou Issoufou, razem z prezydentem Ousmane i premierem Amadou, został umieszczony w areszcie domowym do 24 kwietnia 1996. W lutym, wspólnie z nimi, wystąpił z nakazu nowych władz w telewizyjnym orędziu, oświadczając że powodem zamachu było wadliwe funkcjonowanie systemu politycznego i nawołując do zmian w prawie.

### Wybory 1996
Po dokonaniu zamachu stanu, władzę w Nigrze przejęła junta, która zakazała działalności partii politycznych i zawiesiła konstytucję. Wiosną 1996 uchwaliła nowa ustawę zasadniczą i ogłosiła nowe wybory prezydenckie
. W wyborach prezydenckich z 7–8 lipca Issoufou zajął czwarte miejsce, zdobywając 7,6% głosów. Wybory wygrał Ibrahim Baré Maïnassara z wynikiem 52,22% głosów. Zdaniem obserwatorów wybory były formalnością i zostały sfałszowane. Od 26 lipca do 12 sierpnia 1996 Issoufou był przetrzymywany w areszcie domowym.

### Lider opozycji
17 października 1999 wziął udział w wyborach prezydenckich, które zorganizowano po obaleniu i zabójstwie prezydenta Ibrahima Baré Maïnassary w czasie zamachu stanu. W pierwszej turze wyborów 17 października 1999 zajął drugie miejsce z wynikiem 22,79%, przegrywając z Mamadou Tandją. W drugiej turze 24 listopada 1999 przegrał z Tandją stosunkiem głosów 40,1% do 59,9%. W listopadowych wyborach parlamentarnych dostał się za to do Zgromadzenia Narodowego z okręgu Tahoua.
W 2004 po raz kolejny uczestniczył w wyborach prezydenckich. W pierwszej turze 16 listopada 2004 zdobył 24,6% głosów, przegrywając z urzędującym Mamadou Tandją (40,67%). W drugiej turze głosowania 4 grudnia 2004 przegrał z Tandją, uzyskując 34,47% głosów. W wyborach parlamentarnych 4 grudnia 2004 został ponownie wybrany deputowanym do Zgromadzenia Narodowego.

### Prezydent
Po obaleniu prezydenta Tandji w wyniku zamachu stanu w lutym 2010, po raz kolejny wziął udział w wyborach prezydenckich, zorganizowanych przez juntę wojskową, która zadeklarowała powrót do rządów cywilnych w ciągu jednego roku. W pierwszej turze wyborów z 31 stycznia 2011 zajął pierwsze miejsce, uzyskawszy 36% głosów poparcia. Jego partia PNDS zdobyła natomiast najwięcej mandatów w parlamencie. W drugiej turze z 12 marca 2011 zdobył 58% głosów, pokonując byłego premiera Seyniego Oumarou. 7 kwietnia 2011 został zaprzysiężony na 5-letnią kadencję, a 21 lutego 2016 uzyskał reelekcję.

## Odznaczenia
- Kawaler Orderu Narodowego (Niger)[15]
- Oficer Orderu Narodowego (Niger)[15]
- Komandor Orderu Narodowego (Niger)[15]
- Wielki Oficer Orderu Narodowego (Niger)[15]
- Krzyż Wielki Orderu Narodowego (2011, Niger)[15]